# بول أورزيتشوفسكي
بول أورزيتشوفسكي (بالبولندية: Paweł Orzechowski)‏ هو لاعب كرة قدم بولندي في مركز الدفاع، ولد في 15 ديسمبر 1941 في بيطوم في بولندا، وتوفي في 14 نوفمبر 2016. شارك مع منتخب بولندا لكرة القدم. أما مع النوادي، فقد لعب مع نادي لانس.

## وصلات خارجية
- بول أورزيتشوفسكي على موقع قاعدة بيانات كرة القدم.إي يو (الإنجليزية)
- بول أورزيتشوفسكي على موقع عالم كرة القدم.نت (الإنجليزية)